# Servië en de Europese Unie
De weg naar toetreding van Servië tot de Europese Unie begon op 21 januari 2014. 

## Mijlpalen richting toetreding
Op 7 november 2007 sloten Servië en de EU een stabilisatie- en associatieovereenkomst wat een mijlpaal was in het Servisch toetredingsproces. Het proces werd geadviseerd door Carla Del Ponte omdat Servië goed meewerkte met het Joegoslavië-tribunaal in Den Haag alhoewel Ratko Mladić eerst in Den Haag moest zijn voordat het verdrag werkelijk in werking trad. Nederland en België waren tegen het tekenen van het verdrag omdat zij van mening waren dat Servische medewerking niet ver genoeg ging maar op 7 december 2009 gaf Nederland als laatste zijn verzet op. Spanje lobbyde op zijn beurt voor Servië.
De plaatsvervangende premier, Božidar Đelić, tekende het verdrag op 29 april 2008. Vojislav Koštunica, de toenmalige premier verklaarde op 1 mei dat de Russische Minister voor Buitenlandse Zaken Sergei Lavrov gelijk had dat het verdrag getekend moest worden. Eén dag later echter zwoer hij dat hij het verdrag ongedaan zou maken omdat het een "valstrik" was. Na de parlementsverkiezingen werd er een nieuwe regering gevormd en verdween de oppositie tegen het verdrag uit beeld. De nieuwe Servische premier Mirko Cvetkovic verklaarde: "Een van eerste taken voor de nieuwe regering is om het Stabilisatie- en Associatieverdrag te ratificeren." Op 23 januari 2009 verklaarde Đelić dat Servië tijdens het Tsjechisch voorzitterschap, in het voorjaar van 2009, het lidmaatschap voor de EU zou aanvragen maar dit gebeurde uiteindelijk op 22 december 2009.
De EU had echter duidelijk gemaakt dat Mladic eerst moest worden uitgeleverd voordat het serieus in aanmerking zou komen voor lidmaatschap. In mei 2011 werd Ratko Mladić in Servië gearresteerd. Door deze arrestatie verliep de toenadering tot de Europese Unie sneller en in oktober 2011 kreeg Servië het kandidaat-lidmaatschap toegekend. De toetredingsonderhandelingen vingen in januari 2014 aan.
Als Servië zijn rechtsstaat en nationaal bestuur op korte termijn in orde krijgt en de diplomatieke relaties met Kosovo verbetert, zou het land tegen 2025 een volwaardig lid van de Europese Unie moeten zijn.

## Onderhandelingen
| Gemeenschapsrecht                                                              | Evaluering                        | Screening begonnen | Screening voltooid | Hoofdstuk geopend | Hoofdstuk afgesloten |
| ------------------------------------------------------------------------------ | --------------------------------- | ------------------ | ------------------ | ----------------- | -------------------- |
| 1. Vrij verkeer van goederen                                                   | Aanpassingen nodig                | 2014-06-17         | 2014-09-12         | –                 | –                    |
| 2. Vrij verkeer van werknemers                                                 | Aanpassingen nodig                | 2014-01-23         | 2014-01-30         | –                 | –                    |
| 3. Recht van vestiging en vrije dienstverrichting                              | Aanpassingen nodig                | 2014-01-30         | 2014-03-13         | –                 | –                    |
| 4. Vrij verkeer van kapitaal                                                   | Aanpassingen nodig                | 2014-10-13         | 2014-12-15         | 2019-12-10        | –                    |
| 5. Overheidsopdrachten                                                         | Aanpassingen nodig                | 2014-03-21         | 2014-05-13         | 2016-12-13        | –                    |
| 6. Vennootschapsrecht                                                          | Globaal in lijn met acquis        | 2014-12-11         | 2015-02-05         | 2017-12-11        | –                    |
| 7. Wet inzake intellectuele eigendom                                           | Aanpassingen nodig                | 2014-09-24         | 2014-11-13         | 2017-06-20        | –                    |
| 8. Concurrentiebeleid                                                          | Aanpassingen nodig                | 2014-03-31         | 2014-11-05         | –                 | –                    |
| 9. Financiële diensten                                                         | Aanpassingen nodig                | 2015-01-21         | 2015-03-17         | 2019-06-27        | –                    |
| 10. Informatiemaatschappij en media                                            | Aanpassingen nodig                | 2014-05-22         | 2014-07-02         | –                 | –                    |
| 11. Landbouw                                                                   | Veel aanpassing vereist           | 2014-03-18         | 2014-09-16         | –                 | –                    |
| 12. Voedselveiligheid, veterinair en fytosanitair beleid                       | Aanpassingen nodig                | 2014-02-03         | 2014-02-07         | –                 | –                    |
| 13. Visserij                                                                   | Globaal in lijn met acquis        | 2014-09-30         | 2014-11-14         | 2018-06-25        | –                    |
| 14. Vervoersbeleid                                                             | Aanpassingen nodig                | 2014-12-16         | 2015-02-27         | 2021-12-14        | –                    |
| 15. Energie                                                                    | Aanpassingen nodig                | 2014-04-29         | 2014-06-12         | 2021-12-14        | –                    |
| 16. Belasting                                                                  | Globaal in lijn met acquis        | 2014-10-14         | 2015-03-06         | –                 | –                    |
| 17. Economisch en monetair beleid                                              | Globaal in lijn met acquis        | 2014-12-02         | 2015-03-12         | 2018-12-10        | –                    |
| 18. Statistiek                                                                 | Geen grote obstakels verwacht     | 2014-05-20         | 2014-11-26         | 2018-12-10        | –                    |
| 19. Sociaal beleid en werkgelegenheid                                          | Aanpassingen nodig                | 2014-02-10         | 2014-02-12         | –                 | –                    |
| 20. Ondernemings- & industriebeleid                                            | Geen grote obstakels verwacht     | 2014-04-03         | 2014-07-02         | 2017-02-27        | –                    |
| 21. Trans-Europese Netwerken                                                   | Aanpassingen nodig                | 2014-04-29         | 2015-02-27         | 2021-12-14        | –                    |
| 22. Regionaal beleid en coördinatie van structuurinstrumenten                  | Aanpassingen nodig                | 2014-10-01         | 2015-01-29         | –                 | –                    |
| 23. Rechterlijke macht en fundamentele rechten                                 | Veel aanpassing vereist           | 2013-09-25         | 2014-01-30         | 2016-07-18        | –                    |
| 24. Justitie, vrijheid en veiligheid                                           | Veel aanpassing vereist           | 2013-10-02         | 2014-01-30         | 2016-07-18        | –                    |
| 25. Wetenschap en onderzoek                                                    | Geen grote obstakels verwacht     | 2014-10-06         | 2014-12-01         | 2016-12-13        | 2016-12-13           |
| 26. Onderwijs en cultuur                                                       | Geen grote obstakels verwacht     | 2014-02-20         | 2014-02-20         | 2017-02-27        | 2017-02-27           |
| 27. Milieu                                                                     | Niet te verenigen met Unie-acquis | 2014-09-15         | 2014-11-21         | 2021-12-14        | –                    |
| 28. Bescherming consumenten en volksgezondheid                                 | Aanpassingen nodig                | 2014-12-04         | 2015-02-04         | –                 | –                    |
| 29. Douane-unie                                                                | Geen grote obstakels verwacht     | 2014-03-26         | 2014-06-04         | 2017-06-20        | –                    |
| 30. Buitenlandse betrekkingen                                                  | Geen grote obstakels verwacht     | 2014-07-02         | 2014-10-09         | 2017-12-11        | –                    |
| 31. Buitenlands, veiligheids- en defensiebeleid                                | Geen grote obstakels verwacht     | 2014-07-15         | 2014-10-10         | –                 | –                    |
| 32. Financiële controle                                                        | Veel aanpassing vereist           | 2013-10-17         | 2013-11-25         | 2015-12-14        | –                    |
| 33. Financiële en budgettaire bepalingen                                       | Geen grote obstakels verwacht     | 2015-01-27         | 2015-03-24         | 2018-06-25        | –                    |
| 34. Instellingen                                                               | Niets om aan te nemen             | –                  | –                  | –                 | –                    |
| 35. Andere kwesties: normalisering van de betrekkingen tussen Servië en Kosovo | Aanpassingen nodig                | 2014-01-22         | 2014-01-22         | 2015-12-14        | –                    |
| Voortgang                                                                      |                                   | 34 van de 34       | 34 van de 34       | 18 van de 34      | 2 van de 34          |

Oprichting:

1957: ondertekening Verdrag van Rome door:
België · Frankrijk · Bondsrepubliek Duitsland · Nederland · Luxemburg · Italië

1958: oprichting Europese Economische Gemeenschap

Uitbreidingen:

1973: Denemarken · Ierland · Verenigd Koninkrijk

1981: Griekenland

1986: Portugal · Spanje

1995: Finland · Oostenrijk · Zweden

2004: Cyprus · Estland · Hongarije · Letland · Litouwen · Malta · Polen · Slovenië · Slowakije · Tsjechië

2007: Bulgarije · Roemenië

2013: Kroatië

Kandidaat-lidstaten:

Albanië · Bosnië en Herzegovina · Georgië · Moldavië · Montenegro · Oekraïne · Noord-Macedonië · Servië · Turkije

Potentiële lidstaten:

Kosovo 

Staten die hun aanvraag introkken:

IJsland · Liechtenstein · Noorwegen · Zwitserland
Overige Europese staten:

Armenië · Azerbeidzjan · Wit-Rusland · Rusland
Uitgetreden staten:

2020: Verenigd Koninkrijk